# 納米比亞侏膨蝰
納米比亞侏膨蝰（學名：Bitis schneideri）是噝蝰屬下的一種毒蛇，主要分布於南非及納米比亞的沿海地區。此蛇是噝蝰屬中體型最細小的成員，更有可能是世界上最小型的蝰蛇。目前未有任何亞種被確認。

## 特徵
納米比亞侏膨蝰的體長約為18至25公分，最長紀錄為28公分，是噝蝰屬中最細小的成員。

## 地理分布
納米比亞侏膨蝰主要分布於納米比亞海岸沙丘地區，亦分布於南非納馬誇蘭的海灣。其標準產地為納米比亞的「Angra Pequenia, Lüderitz Bay」。馬羅等人（Mallow et al.）指此蛇主要分布於納米比沙漠。

## 保育狀態
納米比亞侏膨蝰被IUCN世界自然保護聯盟瀕危物種紅色名錄紅色名錄列為「易危」級別。表示此蛇的數量將在十年內或繁殖三代之內出現至少20%的減幅，原因是其棲息地遭受外界侵佔或發展而大幅縮減。

## 毒性
學者胡瑞爾（Hurrell, 1981）曾因左手食指遭納米比亞侏膨蝰所咬，而作出相關的毒性研究。被納米比亞侏膨蝰所咬後的即時徵狀包括傷口疼痛、腫脹、肌膚褪色、流血等。被咬一天後，傷口附近會出現一塊寬約5毫米的血腫。根據胡瑞爾的情況，約於3至4天後，其傷口腫脹及痛楚均明顯開始平復；兩周後傷口痊癒。除了傷口肌肉組織的損傷外，沒有任何身體內部系統出現受創的現象。目前未有專治此蛇毒素的血清。

## 外部連結
- （英文）TIGR爬蟲類資料庫：納米比亞侏膨蝰
- （英文）Namaqua dwarf adder (Bitis schneideri) at ARKive